# Bot político
Um bot político é uma espécie de bot destinada a manipular a opinião pública de uma determinada região ou país, ou até mesmo de todo o mundo, de forma que ela seja favorável a determinado fim político, o bot político pode ser usado por governos, candidatos ou mesmo empresas, nas redes sociais ou em sites específicos, por exemplo portais de notícias.

## Atuação do bot político
Os bots políticos podem agir de diversas formas, sobrecarregando um mecanismo que desfavorecem o interesse de um governo, como no caso do Tibete, onde bots foram usados para inutilizar as hashtags no twitter que ajudavam a rastrear o confronto que pedia a soberania do Tibete em relação à China. Em outros casos, como na Turquia e no México, por exemplo, os governos têm feito uso dos bots políticos para espalhar propagandas pró governo pelas mídias sociais, ou ainda abafar qualquer levante contra o governo. Também existe o uso de bots para espalhar informações falsas ou desencontradas tanto internamente como externamente, com o objetivo de desestruturar um levante de oposição.
Ainda podemos ressaltar o uso dos bots políticos para vantagens eleitorais, onde os bots fazem o candidato e / ou seu plano de governo parecer mais popular do que ele realmente é. Isto ocorreu na eleição da presidente sul-coreana Park Geun-hye, em eleições para o senado de Massachusetts em 2010 e na própria eleição presidencial dos EUA em 2012, com o candidato Mitt Romney, no caso se usavam bots políticos para inflacionar o número de seguidores das mídias sociais do candidato. Os oponentes atribuíram tal aumento a bots plantados por firmas especializadas em campanhas eleitorais ou marketing político. Os partidários da campanha de Romney declararam que a inflação gerada por bots veio de detratores em uma tentativa de desacreditar o candidato.

Bots foram utilizados com fins políticos em diversos países: Argentina, Austrália, Bahrein, China, Espanha, Irã, Itália, México, Marrocos, Rússia, Coréia do Sul, Síria, Tibete, Turquia, Reino Unido, EUA, Venezuela, por exemplo.
"As diferentes maneiras como os bots políticos vêm sendo usados variam de país para país e de instância política para instância política. Durante eleições, os bots políticos são usados para desmobilizar os seguidores de partidos adversários. Nesse caso, o implantador envia “bombas” pelo Twitter: enxurradas de tweets provindas de uma imensidão de contas acionadas por bots. Esses tweets cooptam tags comumente usadas por partidários de agremiações contrárias e reenviam tweets milhares de vezes numa tentativa de impedir a organização entre os detratores. Por exemplo, se um ator político nota que os partidários de um oponente usam consistentemente a tag #freedomofspeech em mensagens, então esse ator pode fazer um exército de bots para prolificamente fazer re-tweet com essa tag específica. O efeito é que os partidários do oponente têm muita dificuldade de buscar tags comuns na tentativa de organizar e se comunicar com seus correligionários."
Grandes empresas também podem fazer uso dos bots políticos para favorecer um candidato que favoreça seus interesses comerciais em um determinado país, ajudando o candidato escolhido a melhorar sua imagem e seu posicionamento para concorrer em eleições.

## Combate a bots políticos
Há muita dificuldade em se combater a disseminação e o uso dos bots políticos, ainda mais porque eles estão ficando cada vez mais sofisticados, e as empresas de mídias sociais em si não fazem muito para combater esse tipo de atuação na internet.
Os administradores de sistemas em empresas como o Twitter trabalham para simplesmente fechar contas que parecem estar rodando por meio de scripts automáticos. Essas abordagens são simplistas demais e evitam o foco nos problemas maiores e sistêmicos apresentados por softwares de bots políticos. Os bots políticos suprimem a livre expressão e a inovação cívica desmobilizando grupos de ativistas e também sufocando a livre expressão democrática. Eles trabalham de forma sutil para manipular a opinião pública dando falsas impressões sobre a popularidade de candidatos, sobre a força de regimes e sobre aspectos de relações internacionais. A interferência na vida pública causada pelos bots políticos é intensificada por inovações em computação e inovações na construção de algoritmos.
Com o crescente uso de bots políticos por todo o mundo, o estudo para o entendimento desse fenômeno e dos seus impactos na sociedade onde são implantados se faz necessário, afinal para que se possa combater a disseminação do uso dos bots é necessário entendê-los.
Portanto, os bots políticos devem ser entendidos mais a fundo em favor da livre expressão e do futuro do engajamento cívico mediado digitalmente.